# Pulvinaria dodonaeae
Pulvinaria dodonaeae är en insektsart som beskrevs av William Miles Maskell 1893. Pulvinaria dodonaeae ingår i släktet Pulvinaria och familjen skålsköldlöss. Inga underarter finns listade i Catalogue of Life.